# خوسيه ميغيل دي فيلاسكو فرانكو
خوسيه ميغيل دي فيلاسكو فرانكو (بالإسبانية: José Miguel de Velasco)‏ (و. 1795 – 1859 م) هو سياسي، من بوليفيا، ولد في سانتا كروز دي لا سييرا، توفي في سانتا كروز دي لا سييرا، عن عمر يناهز 64 عاماً.
| المناصب السياسية                   | المناصب السياسية                                        | المناصب السياسية          |
| ---------------------------------- | ------------------------------------------------------- | ------------------------- |
| سبقه Eusebio Guilarte Mole         | رئيس جمهورية بوليفيا (13) 18 يناير 1848 - 6 ديسمبر 1848 | تبعه Manuel Isidoro Belzu |
| سبقه أندريس دي سانتا كروز          | رئيس جمهورية بوليفيا (8) 22 فبراير 1839 - 10 يونيو 1841 | تبعه Sebastián Ágreda     |
| سبقه بيدرو بلانكو سوتو             | رئيس جمهورية بوليفيا (6) 1 يناير 1829 - 24 مايو 1829    | تبعه أندريس دي سانتا كروز |
| سبقه José María Pérez de Urdininea | رئيس جمهورية بوليفيا (4) 2 أغسطس 1828 - 18 ديسمبر 1828  | تبعه بيدرو بلانكو سوتو    |